# Colin Heiderscheid
Colin Heiderscheid, né le 29 janvier 1998, est un coureur cycliste luxembourgeois.

## Biographie
Pour la saison 2017, Colin Heiderscheid court pour deux équipes. Il est en effet cycliste au sein du club luxembourgeois de l'UC Dippach, mais est également recruté par le club français de DN1 du CC Villeneuve Saint-Germain pour un projet de collaboration. Sacré plusieurs fois champion du Luxembourg dans les catégories jeunes, Colin Heiderscheid a un profil de sprinteur. En fin de saison, Colin Heiderscheid s'engage pour la saison 2018 en faveur de l'équipe continentale allemande Dauner D&DQ-Akkon.
Au cours de cette première saison chez les professionnels, Heiderscheid se classe notamment 3e de la kermesse professionnelle d'Houtem-Vilvorde, en Belgique, épreuve remportée par Niels De Rooze, devançant dans un sprint pour la 3e place des coureurs comme Joeri Stallaert (5e) ou Rudy Barbier (6e). En 2018, il a également terminé 3e du Championnat du Luxembourg espoirs et également 3e de la 5e étape du Tour de l'Avenir, enlevée au sprint par le britannique Matthew Gibson. Notons également une 5e place sur le Grand Prix de la ville de Pérenchies, remporté cette année par Kenny Dehaes. 
A l'issue de cette saison, Colin Heiderscheid s'engage pour la saison 2019 en faveur de la formation Leopard.
En 2020, il se classe huitième du championnat du Luxembourg du contre-la-montre remporté par Bob Jungels. En 2022, il remporte la course en ligne de son championnat national.

## Palmarès

### Par année
- 2010
  -  Champion du Luxembourg sur route minimes
- 2012
  -  Champion du Luxembourg sur route cadets
- 2013
  - 3e du championnat du Luxembourg sur route débutants
- 2015
  -  Champion du Luxembourg sur route juniors
- 2016
  - 3e étape du Tour des Portes du Pays d'Othe
  - 1re étape du Tour de Basse-Saxe juniors
  - Festival de la Petite Reine LC Kayl
  - Grand Prix Marco Schwan
- 2018
  - Festival de la Petite Reine LC Kayl
  - 3e de la Kermesse professionnelle d'Houtem-Vilvoorde
  - 3e du championnat du Luxembourg sur route espoirs
- 2019
  - 4e étape du Tour de l'Oder
- 2020
  - 8e du championnat d'Europe sur route espoirs
- 2022
  -  Champion du Luxembourg sur route

## Palmarès en cyclo-cross
- 2016
  - 2e du championnat du Luxembourg de cyclo-cross juniors